# Pachyphytum hookeri
Pachyphytum hookeri là một loài thực vật có hoa trong họ Crassulaceae. Loài này được (Salm-Dyck) A. Berger miêu tả khoa học đầu tiên năm 1930.